# Petroglifo
Los petroglifos  son registros de actividad humana, diseños simbólicos, en forma de grabados esculpidos en roca realizados desgastando su capa superficial. La mayoría de los petroglifos encontrados datan del período Neolítico (10 000-3000 a. C.) que se caracteriza, en contraste con el período Paleolítico (3 000 000-10 000 a. C.), por el avance social, económico y político de las agrupaciones y la introducción del sedentarismo.

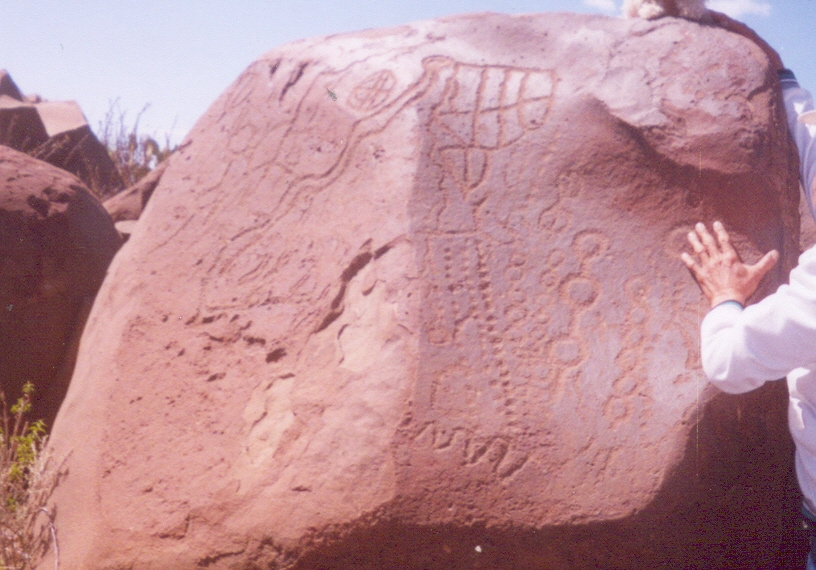
Una piedra con petroglifos en Narigua, General Cepeda, Coahuila, México.

Los petroglifos son considerados como arte rupestre que incluye cualquier imagen grabada o pintada (pintura rupestre) sobre superficies rocosas que registren rastros de actividad humana antigua. Son el más cercano antecedente de los símbolos previos a la escritura. Su uso como forma de comunicación puede llegar hasta los tiempos modernos en algunas culturas y lugares. No debe confundirse con la pictografía, una forma de comunicación escrita mediante imágenes que se remonta al Neolítico.

## Etimología
La palabra petroglifo deriva del latín petra, "piedra", y del griego γλύφειν (glýphein), "tallar, grabar o cincelar". El término se acuñó originalmente en francés, pétroglyphe. Los petroglifos son también llamados grabados rupestres.

## Tipos de técnicas
Según estudios antropológicos, los petroglifos son creados a través de tres tipos de técnicas:
- Percusión: consiste en golpear una piedra contra otra piedra para crear surcos en la superficie rocosa. Se asemeja a la técnica actual del cincel y el martillo.
- Rayado: consiste en usar el filo de una piedra para rayar la superficie.
- Abrasión: consiste en alisar la superficie frotando una piedra sobre ella para luego pulirla con arena y agua.

## Tipos de petroglifos
- Abstractos: Son dibujos sin una geometría clara. Pueden estar solos o formando conjuntos.
- Geométricos: Dibujos que si tienen una geometría clara. Cruces, esvásticas, círculos, cuadros ajedrezados, soles, etc.
- Figurativos o representativos: Simbolizan figuras, ya sean humanas (huellas de pies) o animales (leones, jirafas, etc.).
- Objetos: Representan objetos. Flechas, lanzas, barcos.[cita requerida]

## Motivos más comunes de los petroglifos alrededor delmundo
- Espirales circulares y cuadradas.
- Círculos concéntricos.
- Hileras de puntos.
- Caras triangulares, cuadradas y circulares.
- Figuras antropomórficas (asemeja a la figura humana).
- Cuadrados con divisiones.
- Meandros o líneas curvas que simulan las sinuosidades de un río.

En el año 2015, los petroglifos de Pusharo de 30 metros de largo por 4 a 8 metros de alto ubicados en la capital de la biodiversidad del Perú en el Parque nacional del Manu, Departamento de Madre de Dios, fueron acuñados en los soles (moneda del Perú) como parte de la serie: “Riqueza y orgullo del Perú”.

## Representaciones
Los petroglifos gallegos son una de las representaciones más genuinas del arte prehistórico de España. Utilizar la expresión estilo atlántico es más completo que referirse solo a grupo galaico de arte rupestre (III-II milenio a. C.) puesto que dicho estilo se extiende desde el norte de Portugal hasta el norte de las islas británicas incluyendo Galicia e Irlanda.
Se han encontrado petroglifos en todos los continentes del planeta, con similitudes llamativas entre ellos. Aunque en general los petroglifos pueden pertenecer a épocas muy diferentes de la historia, la mayoría de los que se encuentran en Galicia se encuadran en la Edad de los Metales, siendo casi todos de la Edad del Bronce, con los inicios de la fundición del cobre en la etapa del Calcolítico (aproximadamente entre 2000 a. C. y 1800 a. C.). En algunas ocasiones el cristianismo procesó los símbolos considerados paganos, quedando las imágenes ocultas por ermitas, iglesias o cruceros construidos en el lugar que estaban ocupando. Como resultado estos lugares cristianizados fueron objetivo de leyendas paganas (con moros de protagonistas en muchos casos).

## Historia
Los petroglifos más antiguos datan del Paleolítico Superior o del Neolítico. Más adelante, hace alrededor de 7000 o 9000 años comenzaron a aparecer sistemas de escritura como las pictografías y los ideogramas. Los petroglifos siguieron siendo muy comunes y algunas sociedades menos avanzadas continuaron utilizándolos durante milenios, incluso hasta el momento de entrar en contacto con la cultura occidental. Se han encontrado en todos los continentes, exceptuando la Antártida, aunque se concentran especialmente en zonas de Suramérica, África, Escandinavia, Siberia, Galicia, Islas Canarias, el suroeste de Norteamérica, istmo de Panamá y Australia.

## Relación de petroglifos en el mundo

### África

#### Argelia
- Tassili n'Ajjer

#### Camerún
- Bidzar, Camerún.

#### Chad
- Niola Doa, Chad.

#### Egipto
- Petrogligos de jirafas encontrados en la región de Gebel el-Silsila, de tiempos predinásticos de Egipto.
- Uadi Hammamat, Egipto.

#### Gabón
- Valle del río Ogooue, Gabón.

#### Libia
- Akakus, Libia
- Yebel Uweinat, en el área fronteriza de Egipto, Libia y Sudán.

#### Marruecos
- Taouz.[2]

#### Namibia
- Twyfelfontein, Namibia

#### Níger
- Inscripciones en forma de jirafa a tamaño natural en Dabous Rock, Montes Air, Níger

#### República Centroafricana
- Bambari, Lengo y Bangassou, sur de la República Centroafricana; Bwale al oeste.

#### República del Congo
- Valle del río Niari, en la República del Congo, 250 km al suroeste de la capital, Brazaville.

#### Sudán
- Yebel Uweinat, en el área fronteriza de Egipto, Libia y Sudán.

### América

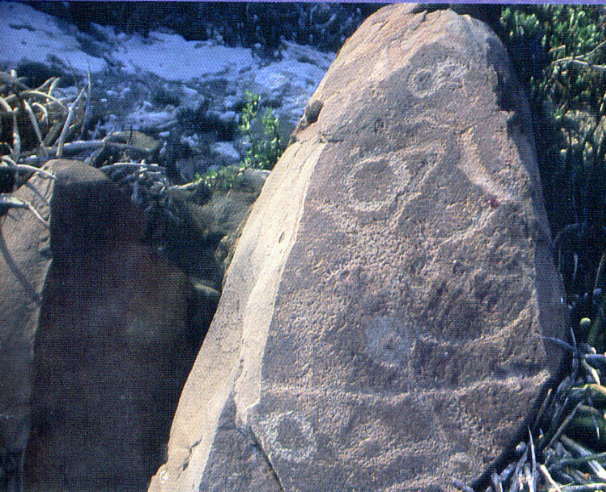
Piedra en Boca de Potrerillos, México.
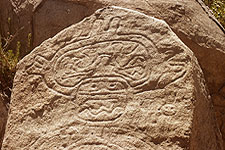
Petroglifos en el Valle del Encanto, Chile.
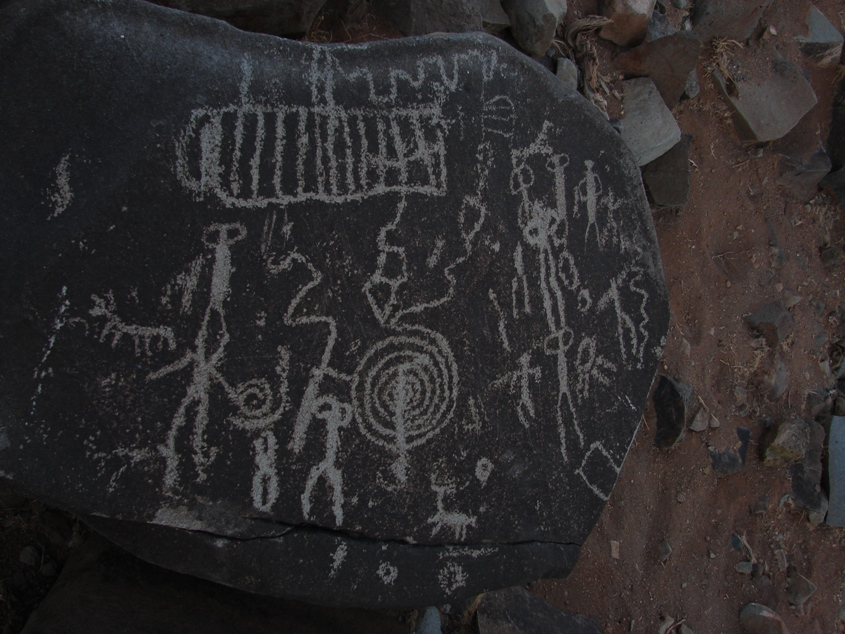
Extraño Petroglifo al Sur de Atacama, Chile.
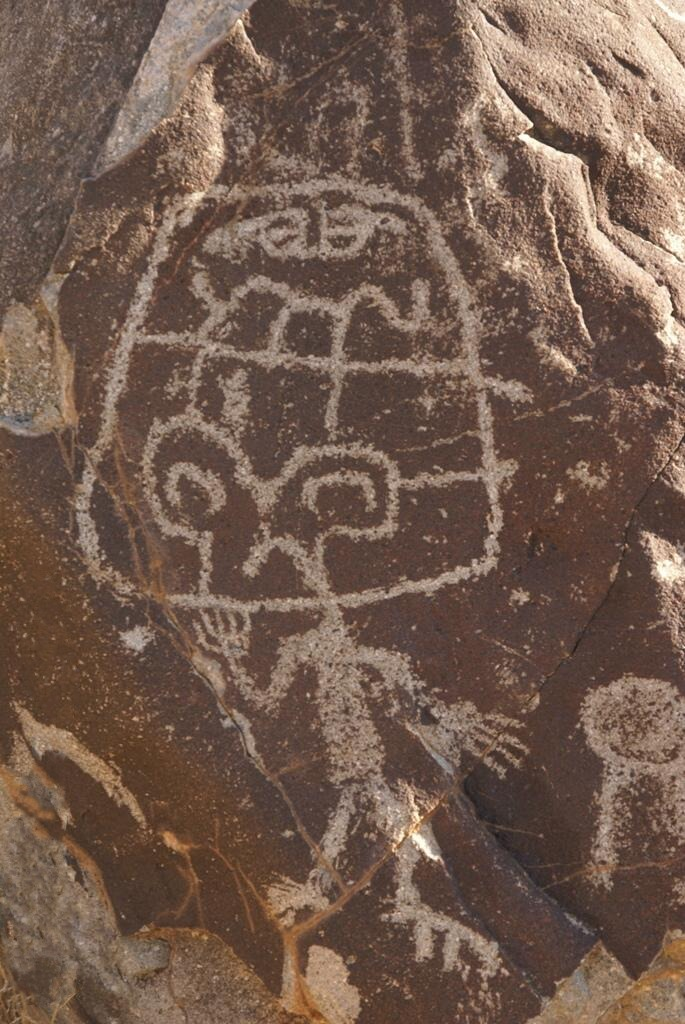
Petroglifo en IV región de Chile (Illapel).
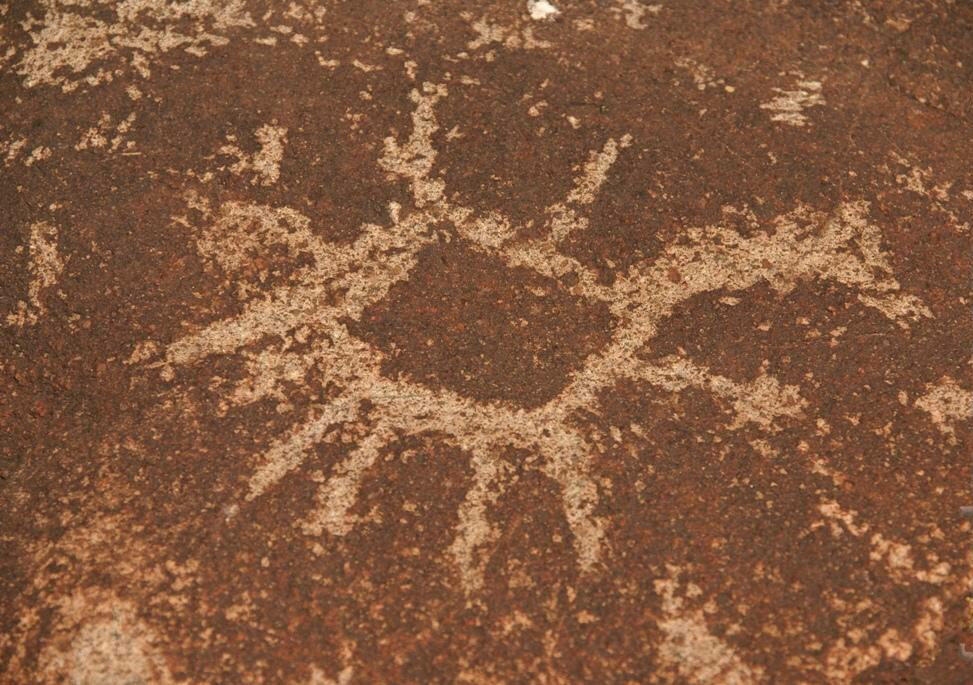
Petroglifo en IV región de Chile (Illapel).
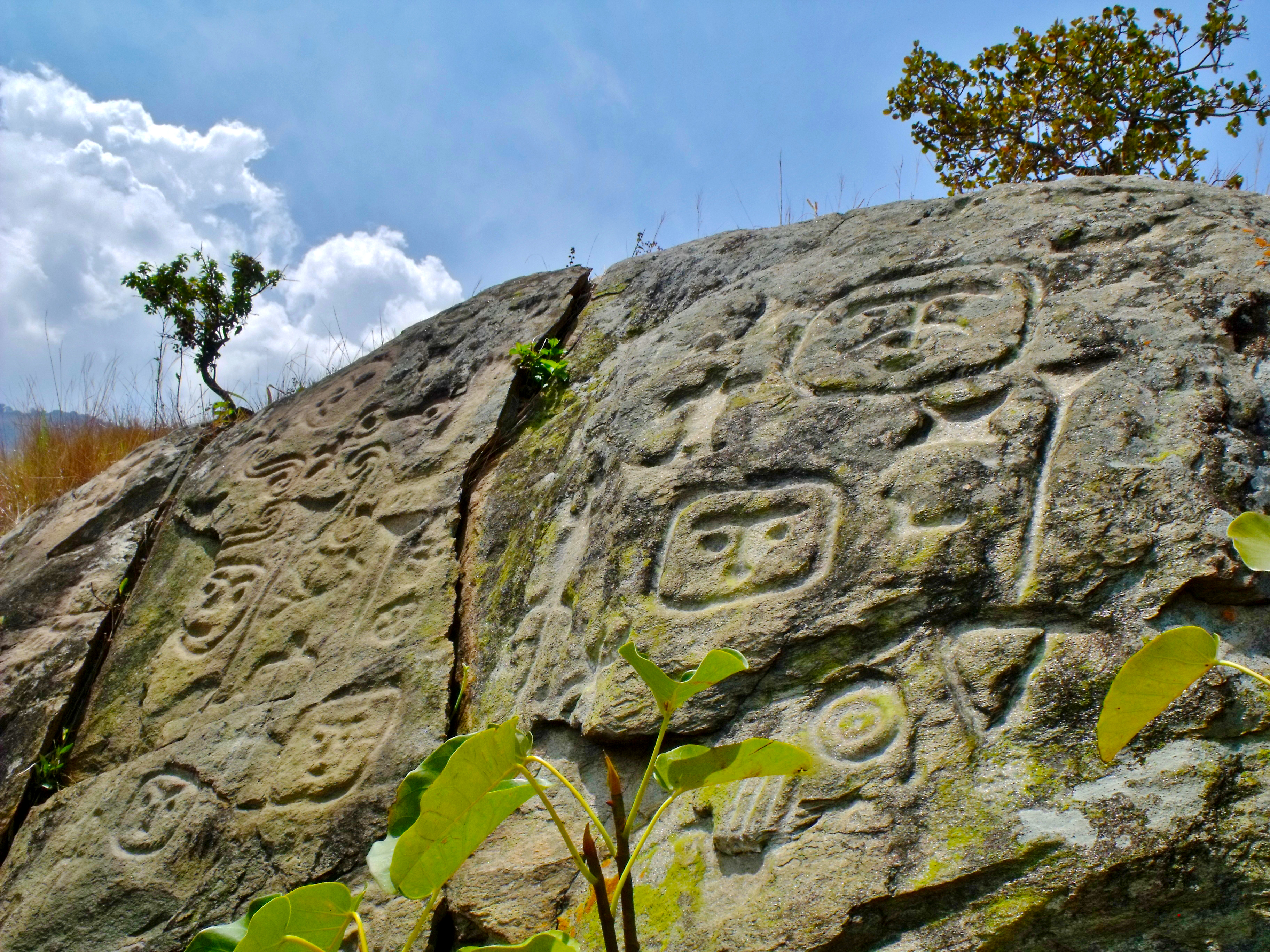
Petroglifos en el estado Carabobo, Venezuela.
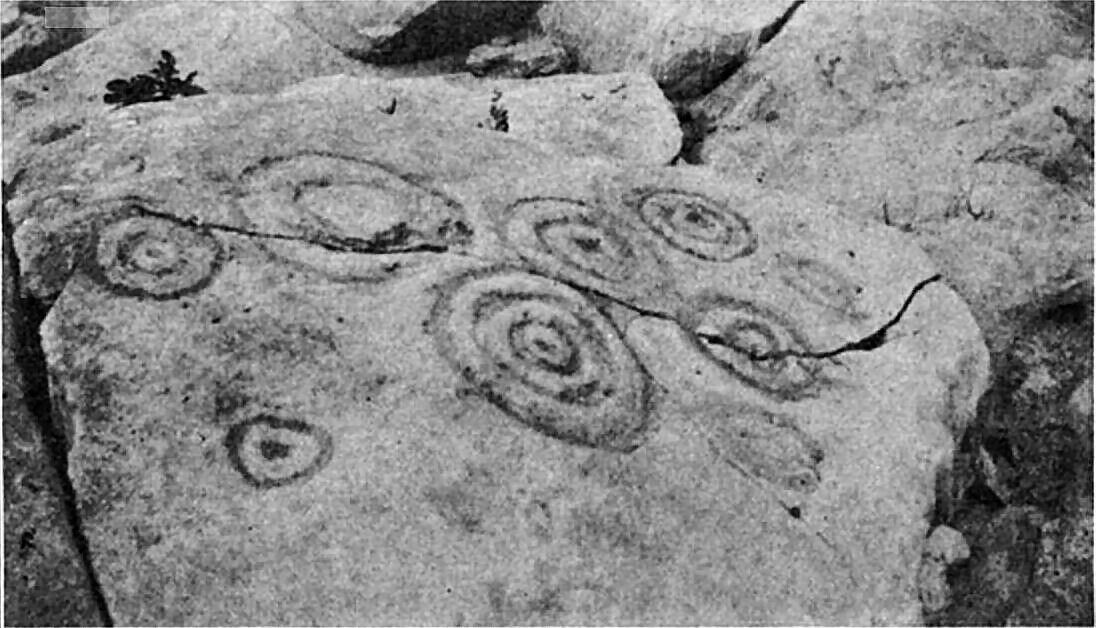
Petroglifos en Caicara del Orinoco, Venezuela.
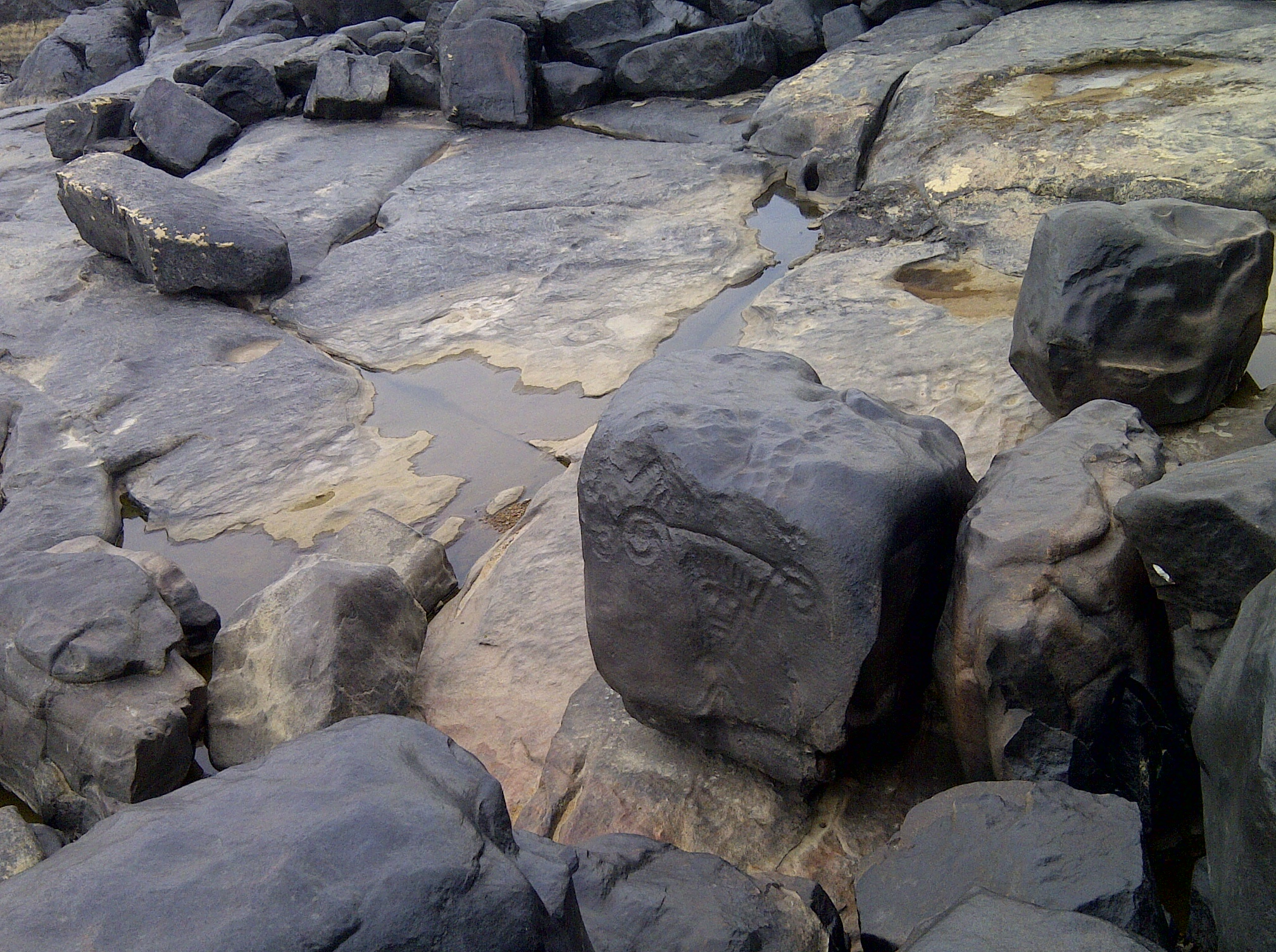
Petroglifos en Playa Sardinata, Amazonas, Venezuela.
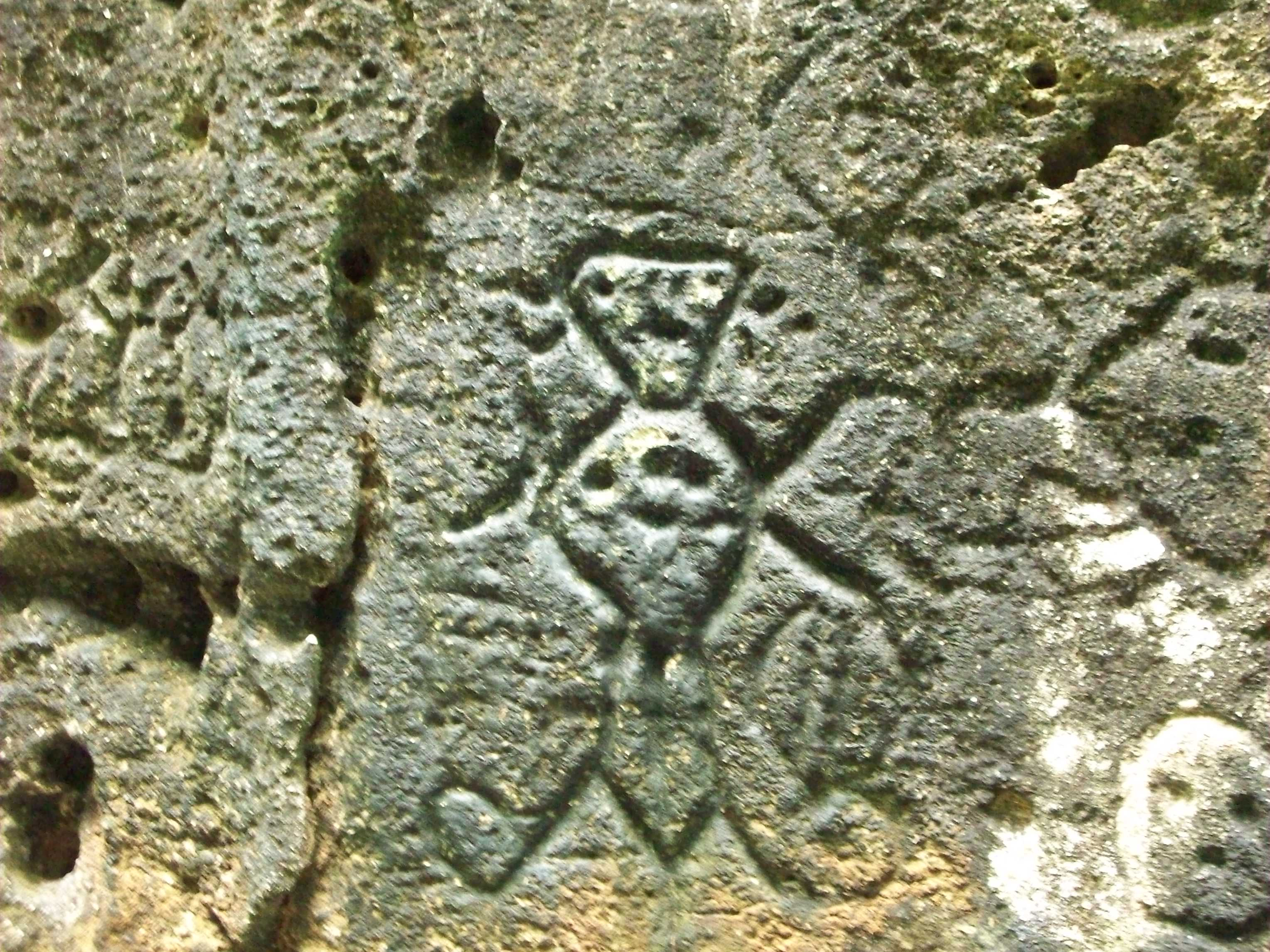
Petroglifo en el parque nacional Morrocoy, Venezuela.
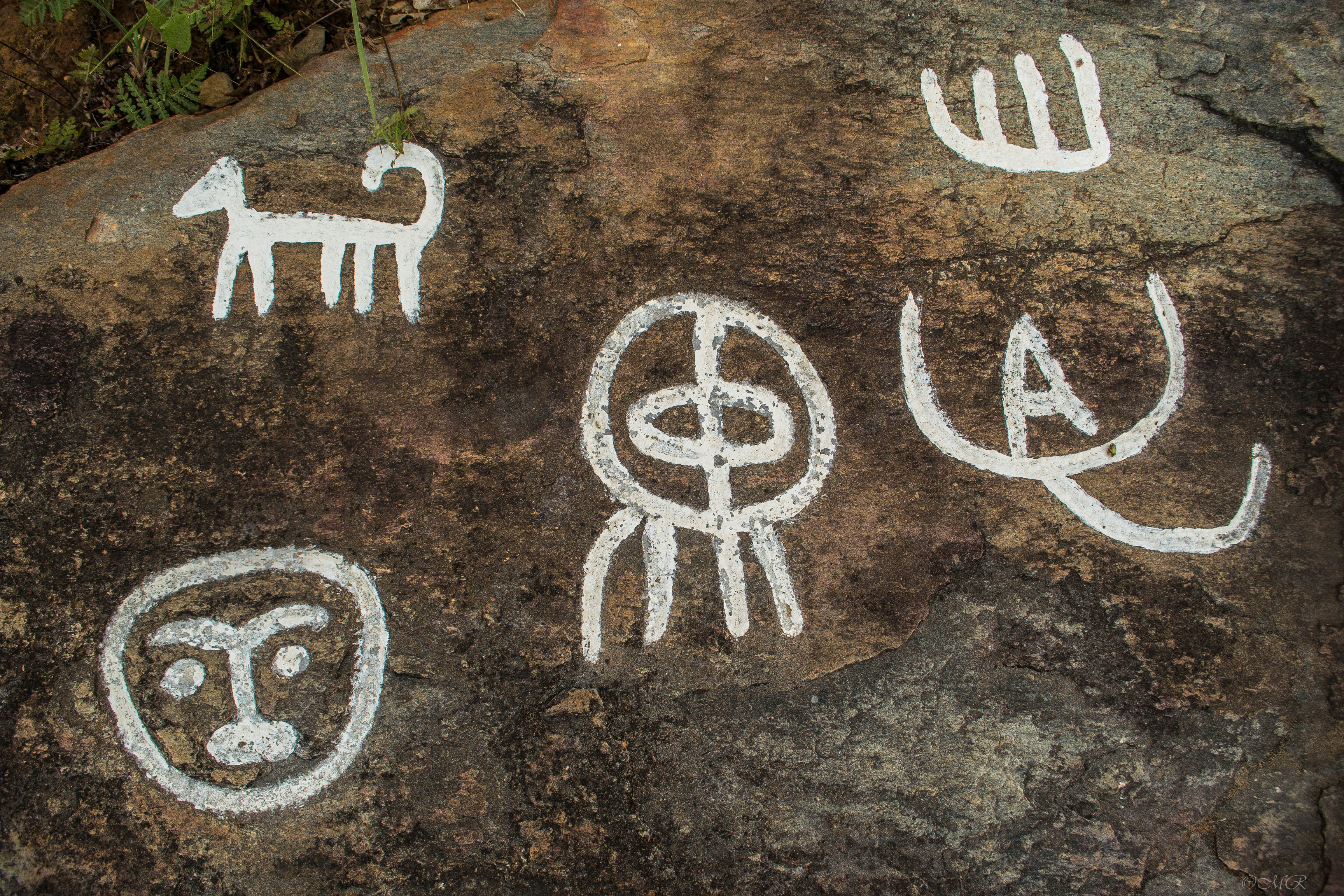
Petroglifos de los Arahuacos o Karibes en La Cumaca, Venezuela
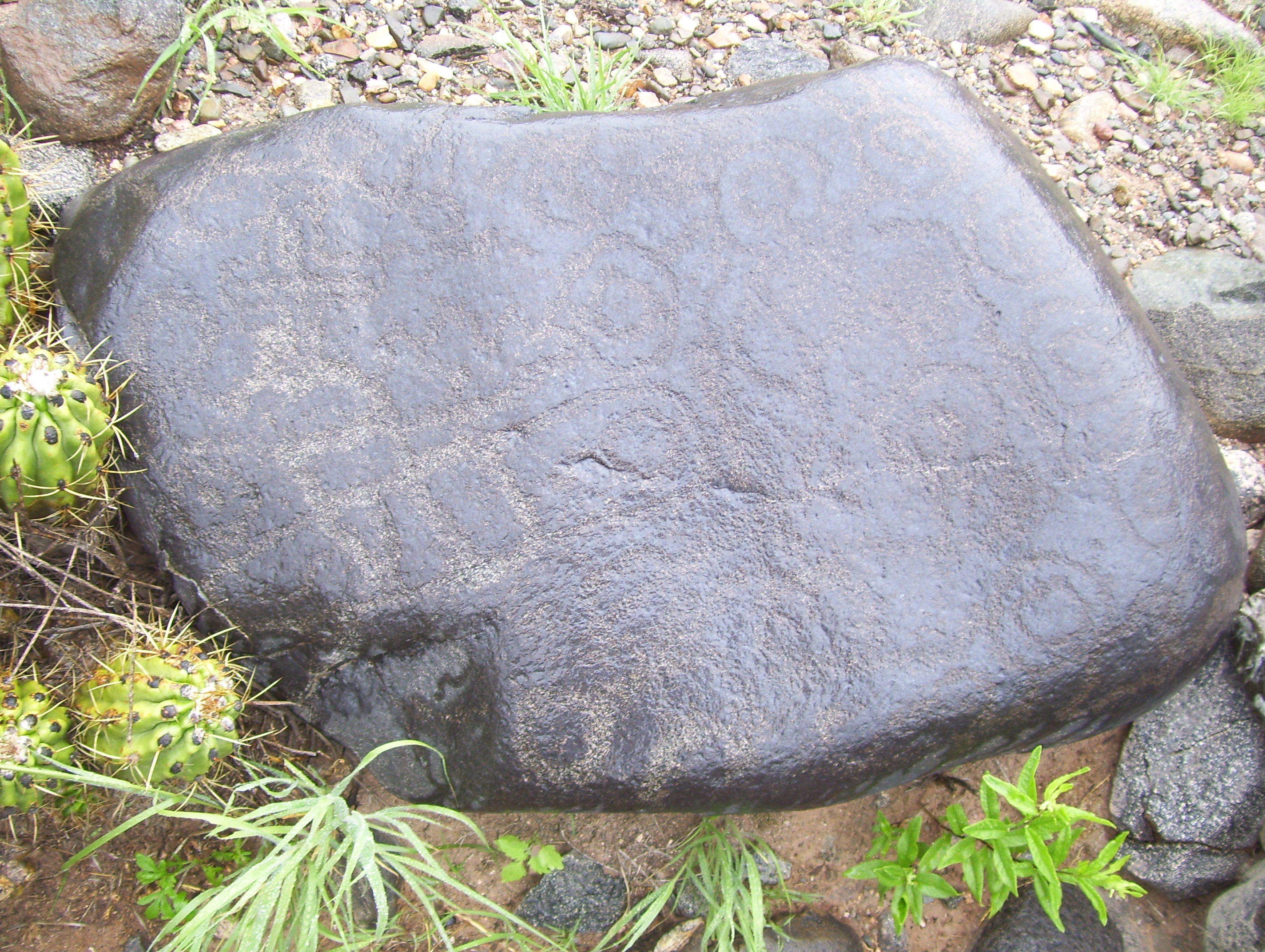
Petroglifo en la Sierra de Famatina (La Rioja), Argentina.
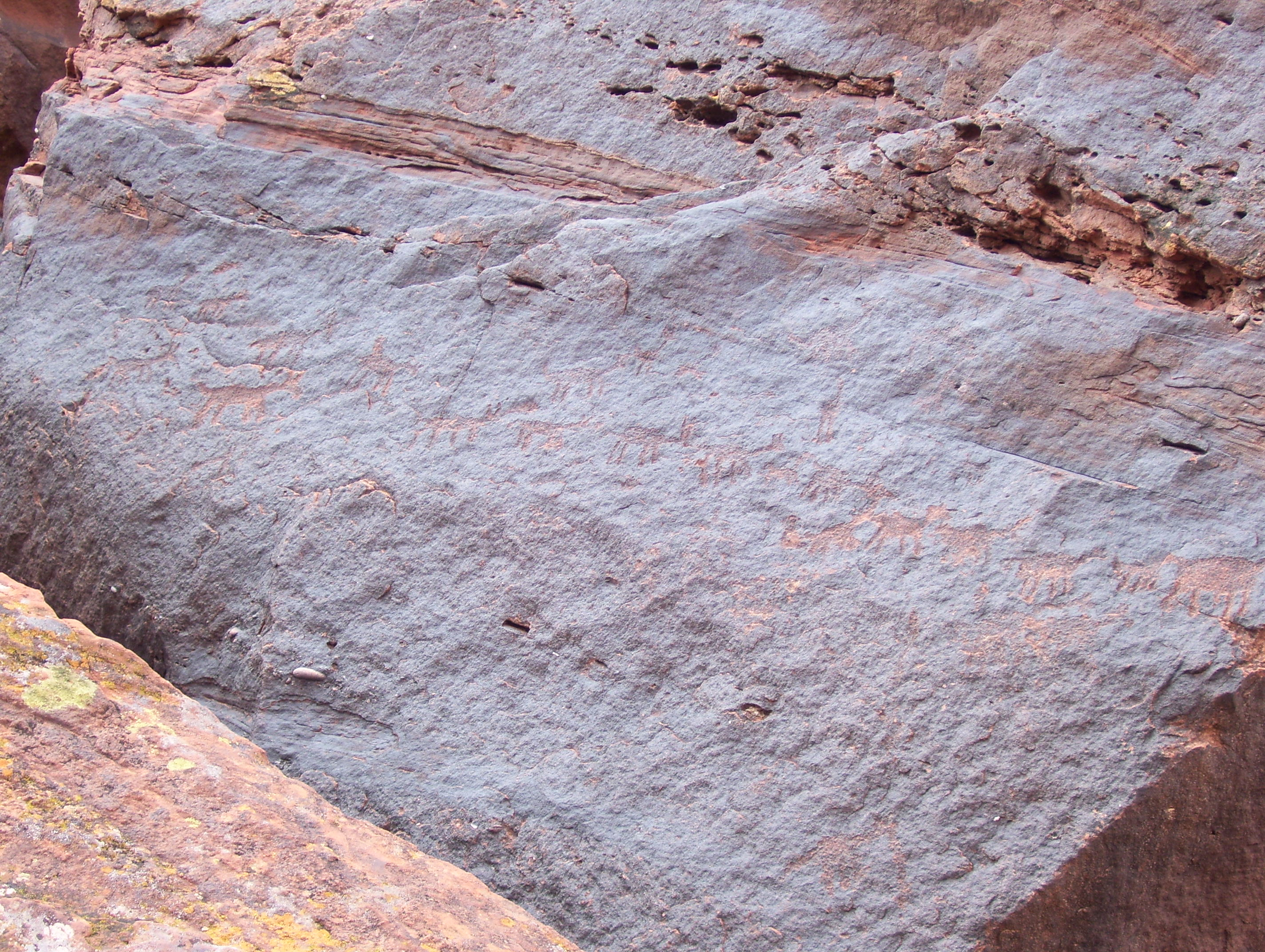
Petroglifo en el Parque Nacional Talampaya, Argentina.
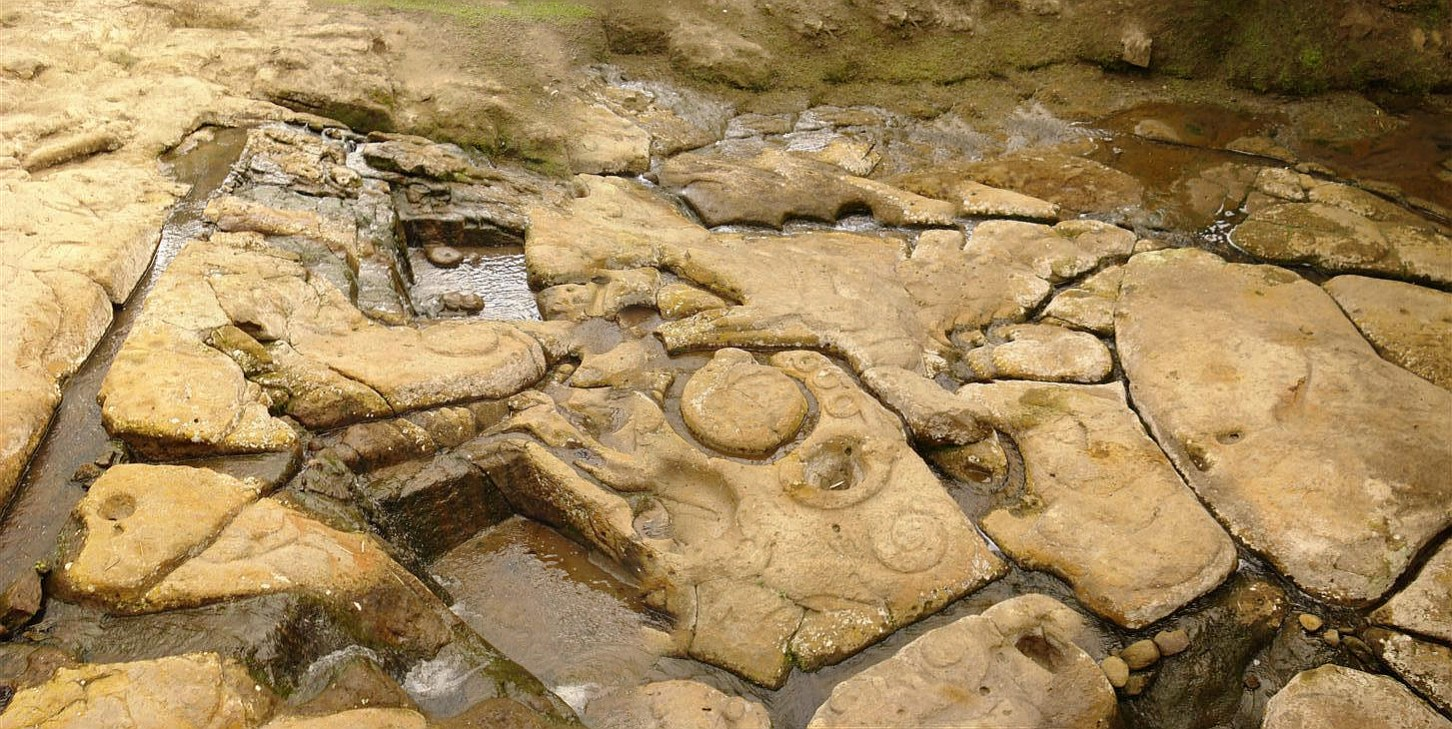
Petroglifo en el Parque Arqueológico de San Agustín, Colombia.
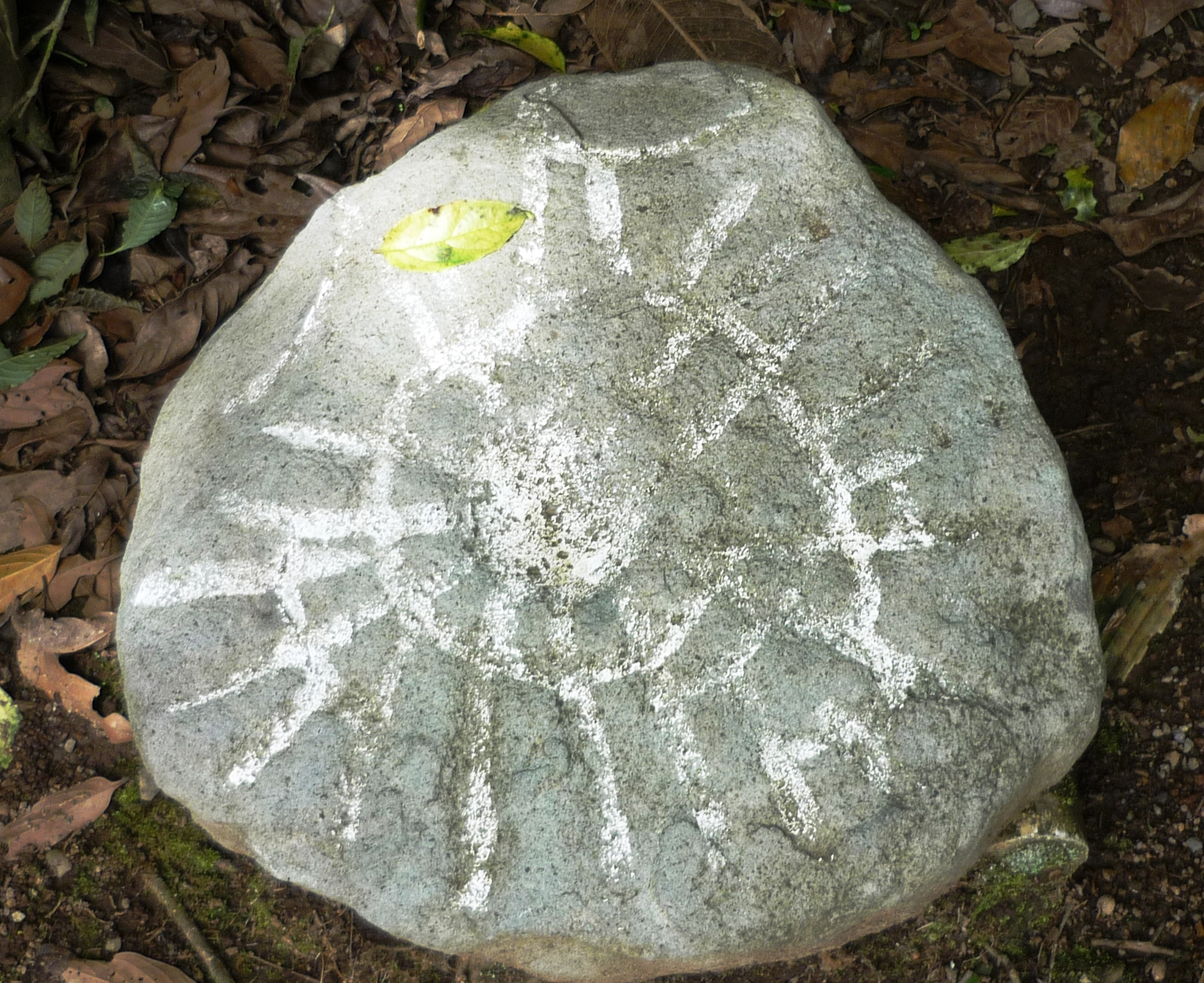
Petroglifo en el Monumento Nacional Guayabo, Costa Rica.
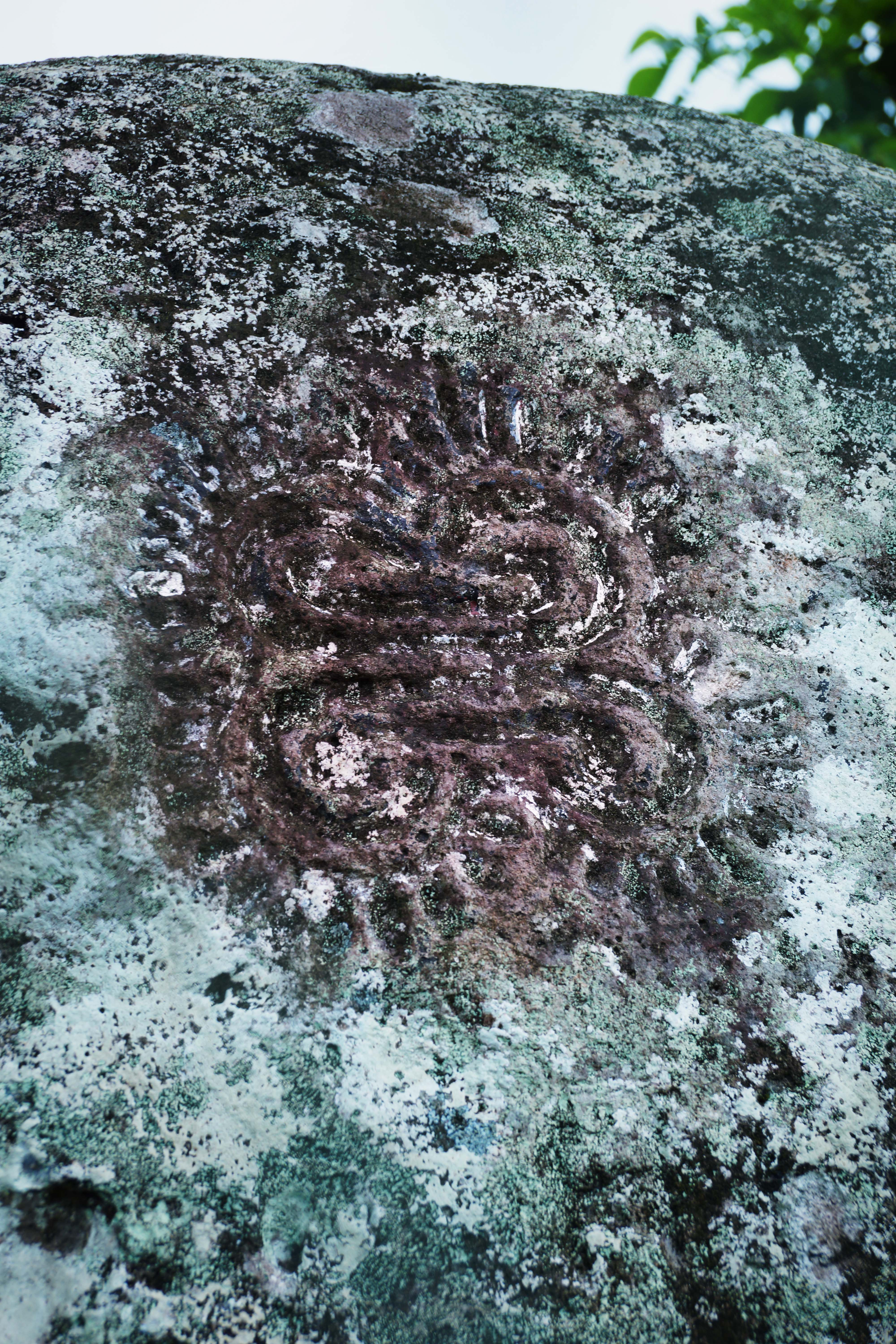
● Parque Arqueológico El Nancito, Distrito de Remedios, Chiriquí - Panamá.

#### Argentina
- Sierra de Famatina, La Rioja, Argentina
- Parque Nacional Talampaya, La Rioja, Argentina

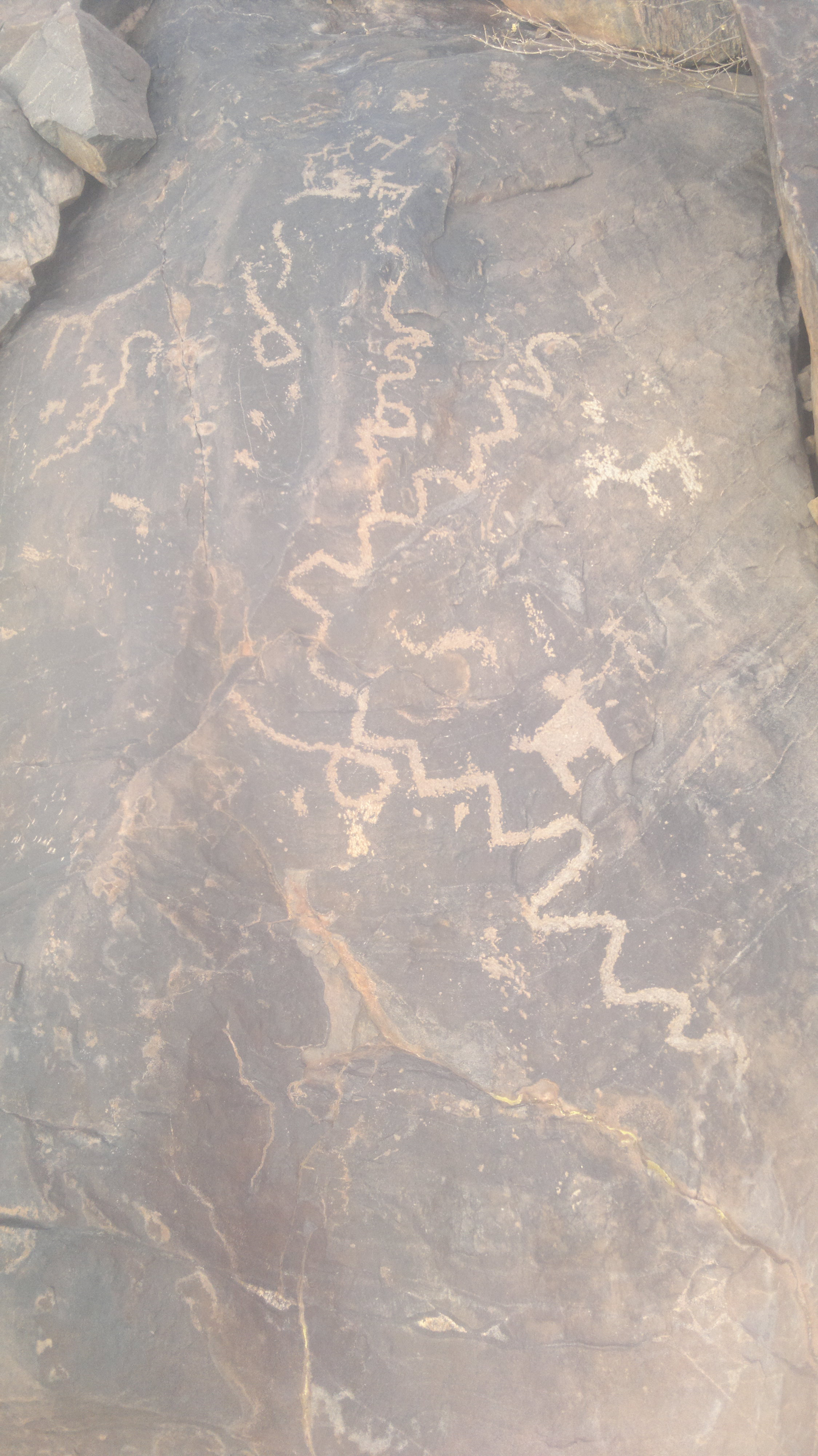
Petroglifos ubicados en el cerro El Duraznito, departamento Rosario de Lerma, Salta, Argentina.

#### Bolivia
- Fuerte de Samaipata, Santa Cruz, Bolivia

#### Canadá
- Parque Nacional Kejimkujik (Nueva Escocia, Canadá)
- Parque Provincial del Petroglifo (Peterborough, Ontario, Canadá)
- Parque Provincial del Petroglifo (Nanaimo, Columbia Británica, Canadá)
- Parque Provincial de la Escritura en la Piedra (este del río Milk, Alberta, Canadá)

#### Chile

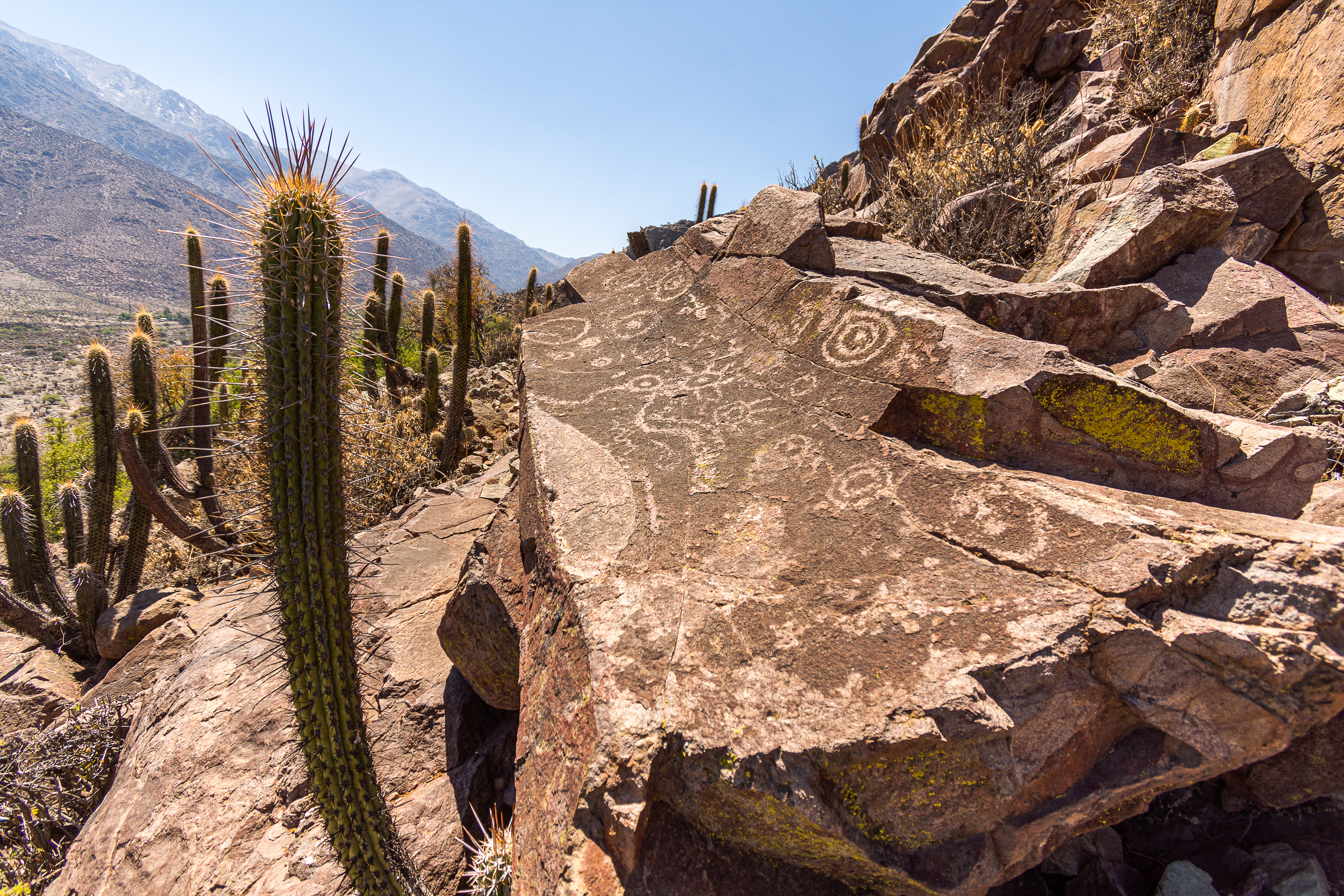
Petroglifos El Sobrante, El Sobrante, Provincia de Petorca, Región de Valparaíso, Chile.

- Petroglifos El Sobrante, El Sobrante, Provincia de Petorca, Región de Valparaíso, Chile.Petroglifos de Ofragía, comuna de Camarones, Región de Arica-Parinacota, Chile.
- Petroglifos del Sendero El Colihue, comuna de Canela, Región de Coquimbo, Chile.
- Petroglifos de Valle del Encanto, comuna de Ovalle, Región de Coquimbo, Chile
- Petroglifos de Cerro Paidahuén, comuna de San Esteban, Región de Valparaíso, Chile.

#### Colombia
- Petroglifos del Parque Arqueológico de San Agustín en Huila Colombia
- Petroglifos en el municipio de Támesis en Antioquia, Colombia.
- Petroglifos en el municipio de Inírida en Guainía, Colombia.
- Petroglifos zenúes, San Carlos de Colonisá, Colombia
- Petroglífos en el municipio de San Juan Nepomuceno en Bolívar, Colombia

#### Costa Rica
- Petroglifos en el Monumento Nacional El Farallón, Cañas, Guanacaste, Costa Rica.
- Petroglifos en el Monumento Nacional Guayabo, Cartago, Costa Rica.

#### Ecuador
- Limón Indanza

Los petroglifos que se hallan en zona de Limón Indanza son numerosos, conocidos por muchos, en proceso de investigación. La zona de la parroquia Santa Susana de Chiviaza se hallan dispersas un sinnúmero de rocas, con características muy similares a las existentes en la zona del cerro Catazho, donde se encuentra una cueva con grabados y gran cantidad de petroglifos en rocas dispersas a lo largo del río Catazho. Sus motivos van desde caras redondas, trazos en forma de animales, hasta figuras que representan seres humanos. Se desconoce la fecha y el tiempo en que fueron hechas debido a la falta de interés por darlos a conocer e investigarlos.
Expertos[¿quién?] argumentan que fueron ejecutadas mucho antes de la cultura shuar y se cree que muchos petroglifos representaban algún tipo de lenguaje ritual o simbólico aún no desvelado.
La ubicación y situación de esta roca han favorecido la conservación de las figuras.
En el Ecuador existen una gran cantidad de petroglifos, en la provincia Bolívar, en el sector de la parroquia Telimbela, en la parroquia de San Luis de Pambil, en el cantón de las Naves, cantón Chillanes. Se supone que fueron culturas primarias que grababan una serie de gráficos, como los valdivias, los machalillas o los guangalas, o de culturas mucho más antiguas que estas.
En la provincia de Morona Santiago, específicamente en Méndez, Sucúa y Morona también se encuentran petroglifos en varios lugares, en Sucúa están las piedras del Abuelo, barrio artesanal, Huambi, Cusuimi y en Morona las Gigantescas piedras de Padre Carollo.

#### Estados Unidos
- Monumento Nacional de Lava Beds (Lago Tule, California, Estados Unidos)
- Monumento Nacional del Petroglifo (Nuevo México, Estados Unidos)
- Parque Estatal Petit Jean (Arkansas, Estados Unidos)
- Parque Nacional de Arches (Utah, Estados Unidos)
- Parque Nacional del Bosque Petrificado (Arizona, Estados Unidos)
- Petroglifos de Three Rivers (Nuevo México, Estados Unidos)
- Parque Nacional del Valle de la Muerte (California, Estados Unidos)
- Sedona (Arizona, Estados Unidos)

#### México
- Zona arqueológica Boca de Potrerillos (Municipio de Mina, Nuevo León, México) (posiblemente el lugar con más petroglifos en el mundo con más de diez mil petrograbados)
- Petroglifos de Chiquihuitillos, Mina (Nuevo León).
- Petroglifos de La Proveedora, Caborca (Sonora). (También se encuentra una de las mayores concentraciones de estos en Latinoamérica).
- Petroglifos de Las Labradas, en San Ignacio (Sinaloa).
- Petroglifos de Samalayuca, estado de Chihuahua, en México.
- Petroglifos de las grutas de Aktun Usil  Maxcanú, Yucatán, en México.

#### Panamá
- Petroglifos de Sitio Barriles, en Volcán (Chiriquí), Panamá
- Petroglifos de Caldera, en Boquete (Chiriquí), Panamá
- Petroglifos de El Nancito en Remedios (Chiriquí), Panamá Parque Arqueológico El Nancito, Distrito de Remedios, Chiriquí, Panamá
- Petroglifos de La Pintada (Coclé), Panamá
- Petroglifos de Chiguirí Arriba (Coclé), Panamá

#### Perú
- Petroglifos de Balsapuerto-Yurimaguas, en Loreto, en el Perú.
- Cumbe Mayo, Cajamarca, Perú
- Petroglifos de Miculla, Tacna, Perú
- Petroglifos de Pátapo, Chiclayo, Perú
- Petroglifos de Pusharo, Madre de Dios, Perú
- Petroglifo de Toro Muerto, Arequipa, Perú
- Petroglifos de Yamón, Amazonas, Perú
- Quebrada los Boliches o Pipochinos

Una conformación de petroglifos con diferentes tamaños y orientaciones, las mismas que miden metro y medio de largo por tres metros de ancho y representan figuras zoomorfas así como también de serpientes, felinos, astros, aves, entre otros. De igual forma las piedras presentan grabados de círculos y líneas geométricas, su iconografía es propia de los años 7500 a 1000 a. C. Estos petroglifos han sido trabajados mediante la técnica de tallas superficiales; lo que permitía desgastar parte de la roca dejando aparecer el color natural gris claro. Lugar que cuenta con el mayor número de petroglifos en la región Reconocido como Patrimonio Cultural de la Nación con R.D. N.º 1036 de fecha 29.10.2002. En la actualidad se encuentran en regular estado de conservación, debido a que personas han picado algunas rocas, con la intención de llevarse parte de las figuras. Así como también, algunas piedras han sido utilizadas para la construcción. Además, las autoridades competentes no toman medidas suficientes para protegerlos.  El nombre de Pipochinos, viene de los apodos de los descubridores, "Pipo" y "Chino". Para llegar a ellos, se debe acceder por la carretera camino a la ciudad de Jaén, hasta llegar al puente Boliches.

#### Venezuela
En el territorio venezolano se han identificado al menos 320 estaciones de petroglifos.
- Caicara del Orinoco, Bolívar, Venezuela
- Parque Arqueológico Piedra Pintada, Estado Carabobo, Venezuela
- Parque Arqueológico y Paleontológico Taima Taima, estado Falcón, Venezuela
- Parque Nacional Morrocoy, Falcón, Venezuela
- Petroglifos de los Arahuacos o Karibes, La Cumaca, Carabobo, Venezuela
- Playa Sardinata, Amazonas, Venezuela

### Asia

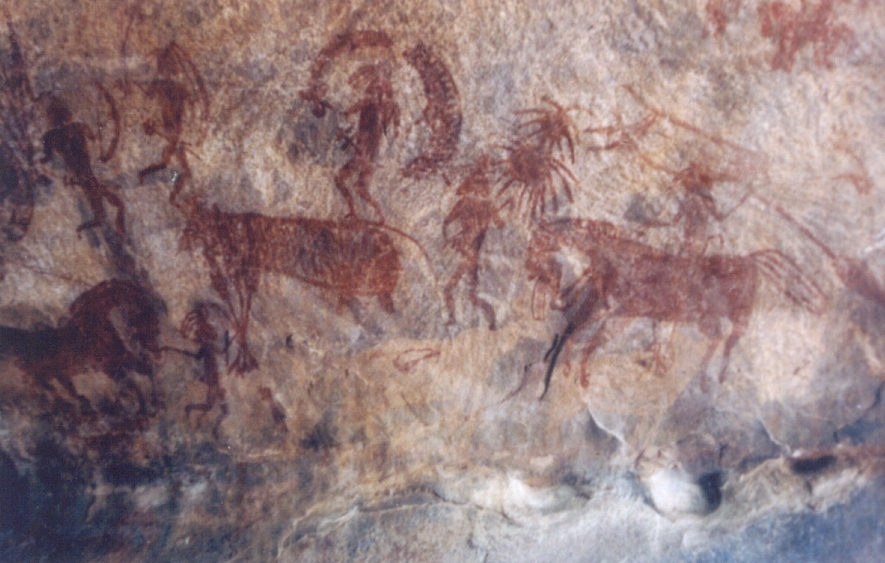
Petroglifo horadado en la roca encontrado en los refugios, Bhimbetka, India.
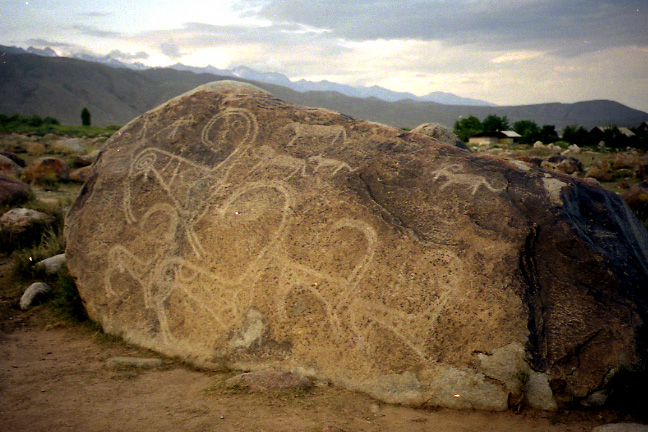
Petroglifos en Cholpon-Ata, Kyrgyzstan.

#### Arabia Saudí
- "Rocas con Graffiti", a 110 km al suroeste de Riad, en la carretera a La Meca, Arabia Saudí

#### China
- Ocho yacimientos en Hong Kong: en la isla Tung Lung, Kau Sai Chau, Cheung Chau, Shek Pik en la Isla Lantau, Wong Chuk Hang, Big Wave Bay en Hong Kong y Lung Ha Wan en Sai Kung

#### Jordania
- Uadi Rum, Jordania
- Uadi Feynan, Jordania

#### Kazajistán
- Chumysh, Kazajistán, cerca de Biskek (capital de la vecina Kirguistán)

#### Kirguistán
- Numerosos yacimientos en Kirguistán, la mayoría en las Montañas Tie Shan; Cholpon-Alta, el Valle Talas, Siymaliytash (Saimaluu-Tash) y en la loma rocosa llamada Trono de Suleiman en Osh en el Valle Fergana.

#### Filipinas
- Petroglifos de Angono en Rizal, Filipinas.

#### India
- Bhimbetka, India

Mongolia
·       Complejos petroglíficos del Altai mongol. Grabados rupestres y monumentos funerarios ilustran el desarrollo de la cultura prehistórica en Mongolia en una época en la que estaba parcialmente cubierta de bosques, durante la transición al pastoreo y la transición posterior a la vida nómada. Están registrados por la UNESCO.
·       Petroglifos en Bayan Ovoo, en el desierto del Gobi, con imágenes de animales y personas.

#### Pakistán
- Petroglifos y arte rupestre en las regiones del norte, Pakistán

### Europa

#### España
Cabe destacar la existencia de más de 115 solo en  Compostela.

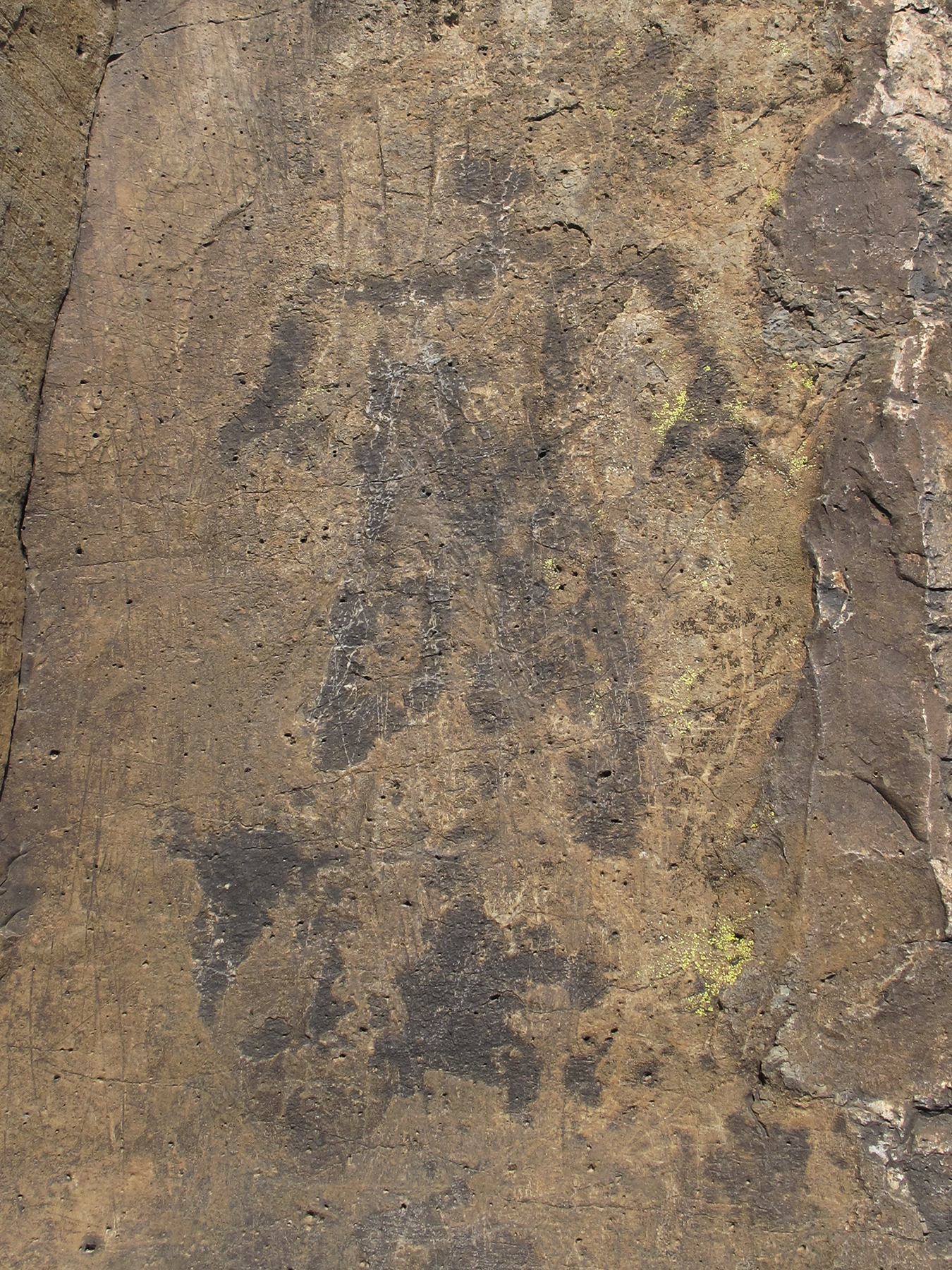
Petroglifo llamado "Hombre de Guayadeque" del Morro del Cuervo, situado en la Montaña de Agüimes, Gran Canaria

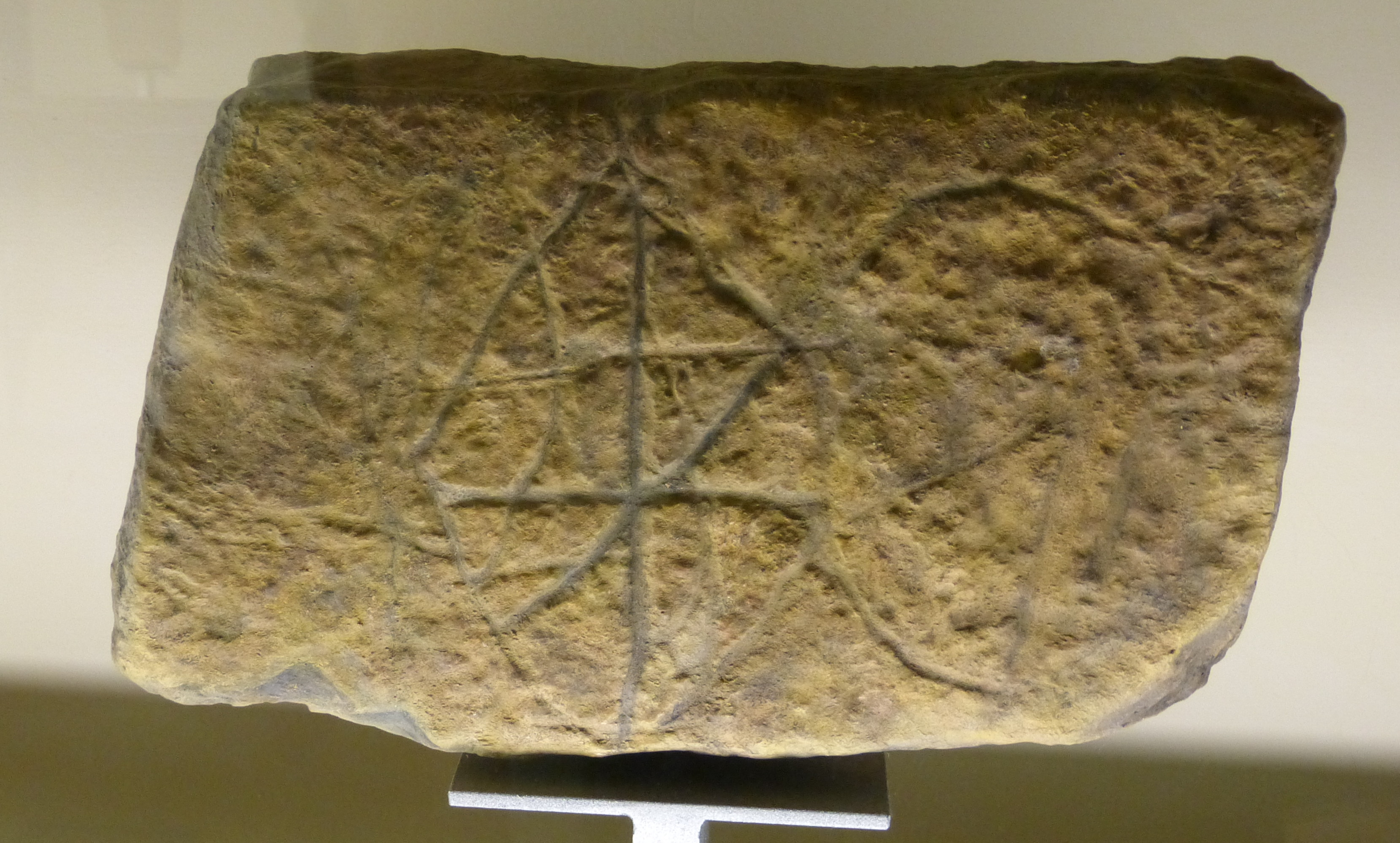
Petroglifo guanche en el Museo de la Naturaleza y la Arqueología de Santa Cruz de Tenerife

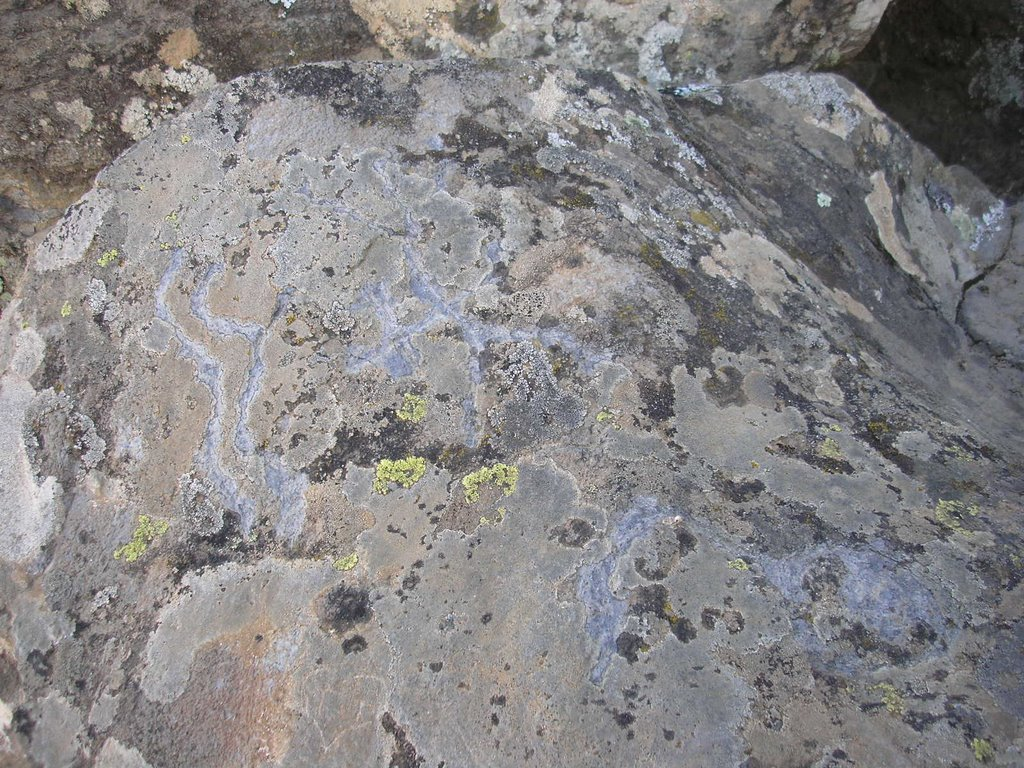
Petroglifo en Roque Bentayga, Gran Canaria, España.
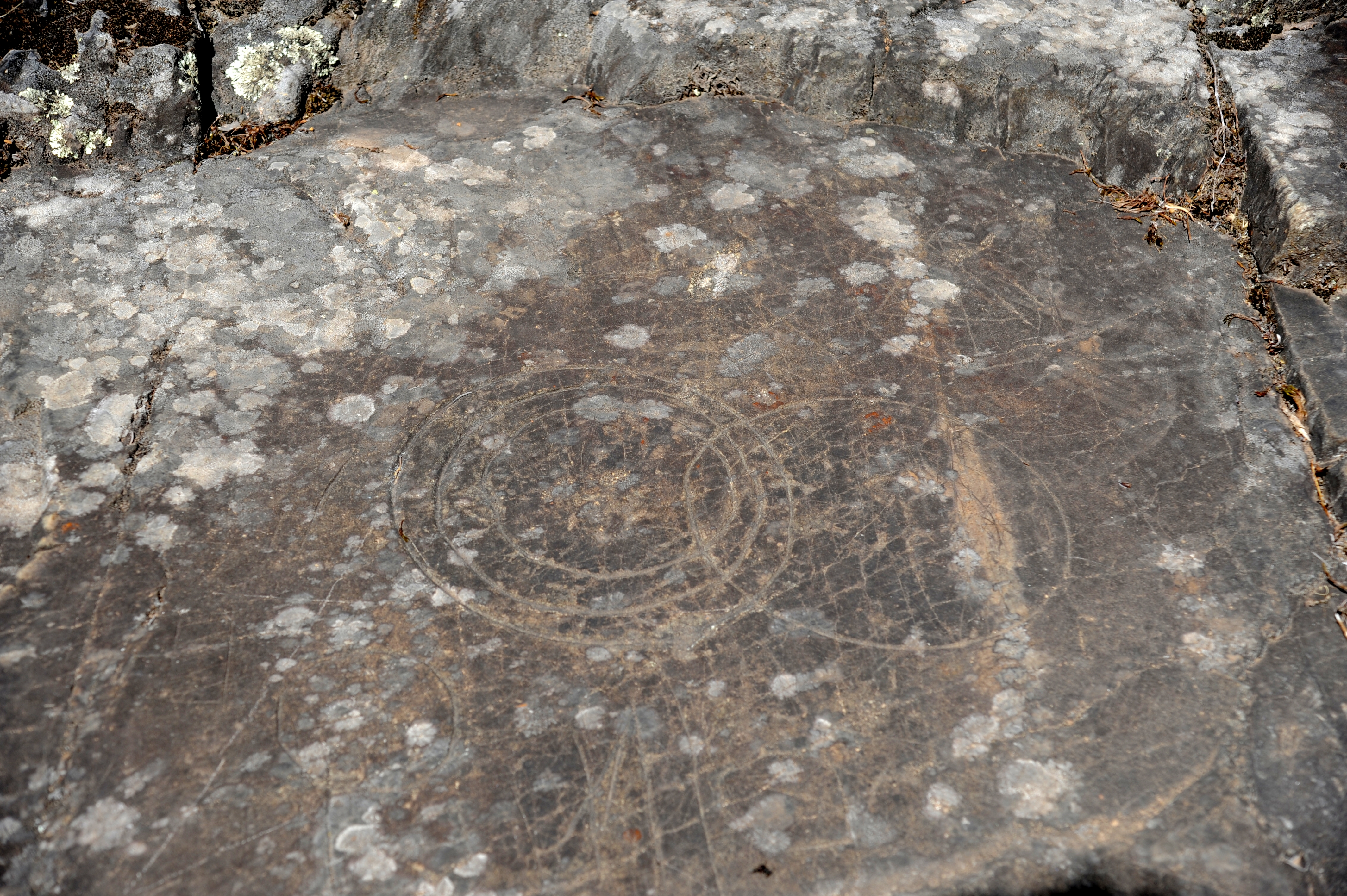
Petroglifos de Aceitunilla (Las Hurdes), (Cáceres)
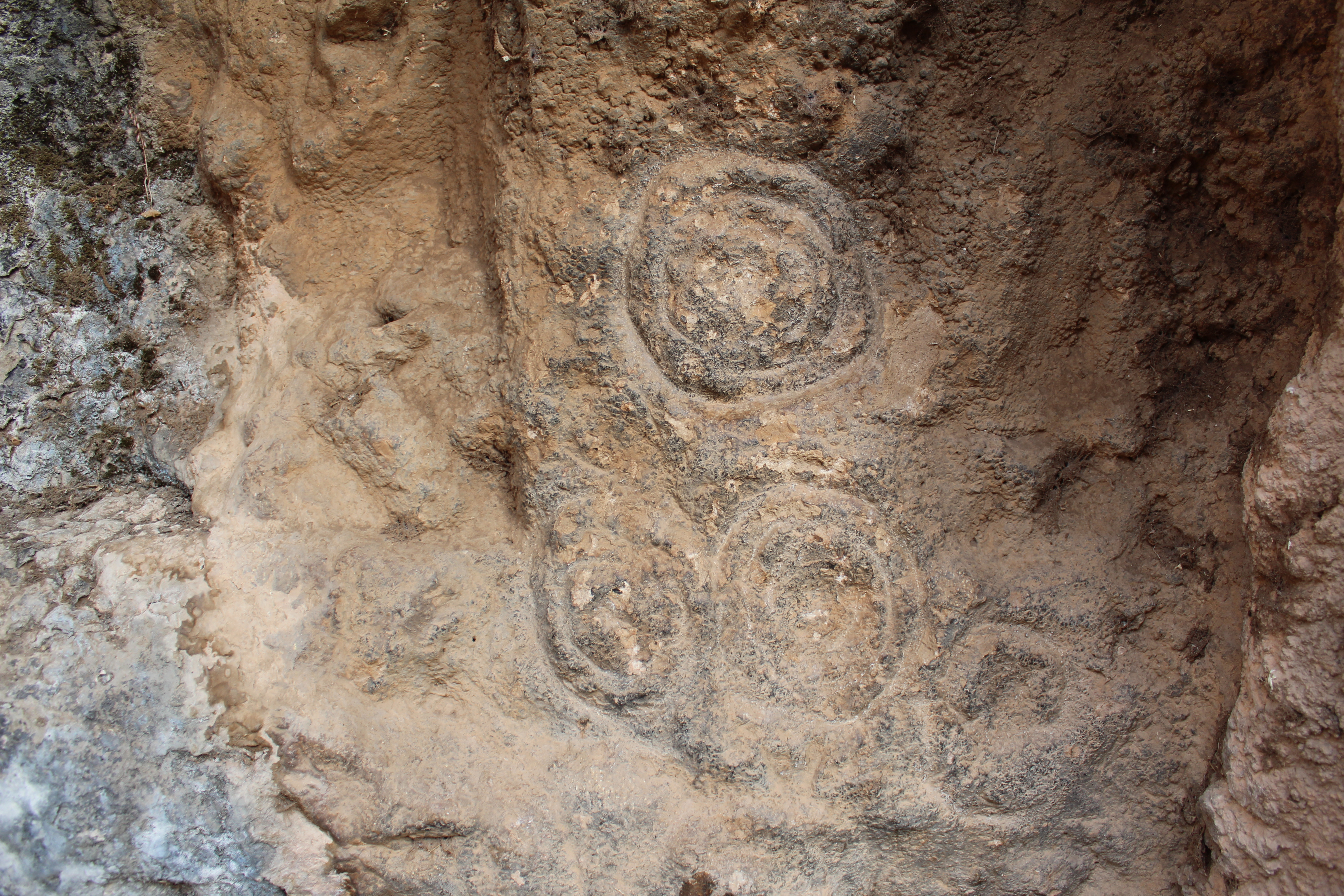
Petroglifos en el Barranco de las Tinajas, Otíñar (Jaén)

- Petroglifos de Ghorghalado, Pontevedra, Galicia (España).
- Petroglifos de Pedra das Tixolas, , Pontevedra (España).
- Petroglifos de Freijo, Galicia, España.
- Petroglifos de Boallo[8] (Baiñas), Vimianzo, Galicia, España.
- Petroglifos de Mogor, Marín, Galicia, España.
- Ecoparque Arqueolóxico Monte Tetón, Galicia, España de .
- Parque Arqueológico de Campo Lameiro, Galicia, España.
- Petroglifos en Taboeja, Las Nieves (Pontevedra), Galicia, España.
- Petroglifos del Mijares Cirat, Castellón, España.
- Petroglifos en Las Hurdes, (Cáceres), España.[9]
- Petroglifos en la Maragatería (León) España.
- Petroglifos del Parque Regional Carrascoy y El Valle, Murcia, España.[10]
- Yacimiento rupestre de Aripe, Tenerife, España.
- Petroglifos de la Montana de Agüimes, Gran Canaria
- Petroglifos de Taganana, Tenerife, España.
- Petroglifos de Guía de Isora, Tenerife, España.
- Parque Nacional del Teide, Tenerife, España.
- Macizo de Anaga, Tenerife, España.
- Museo y Parque Arqueológico Cueva Pintada de Gáldar, Gran Canaria, España.
- Parque Arqueológico del Bentayga, Gran Canaria, España.
- Parque rural de Frontera, El Hierro, Islas Canarias, España.
- Petroglifos de la Zona Patrimonial de Otíñar, Jaén, España.
- Petroglifos del Siega Verde (provincia de Salamanca).

#### Francia
- Parque nacional de Mercantour, Francia.

#### Inglaterra
- Rocas con inscripciones en forma de copa y anillo, en Northumberland, Condado de Durham y norte de Yorkshire, Inglaterra

#### Irlanda
- Newgrange, Irlanda

#### Italia
- Bagnolo stele, Italia.

#### Noruega

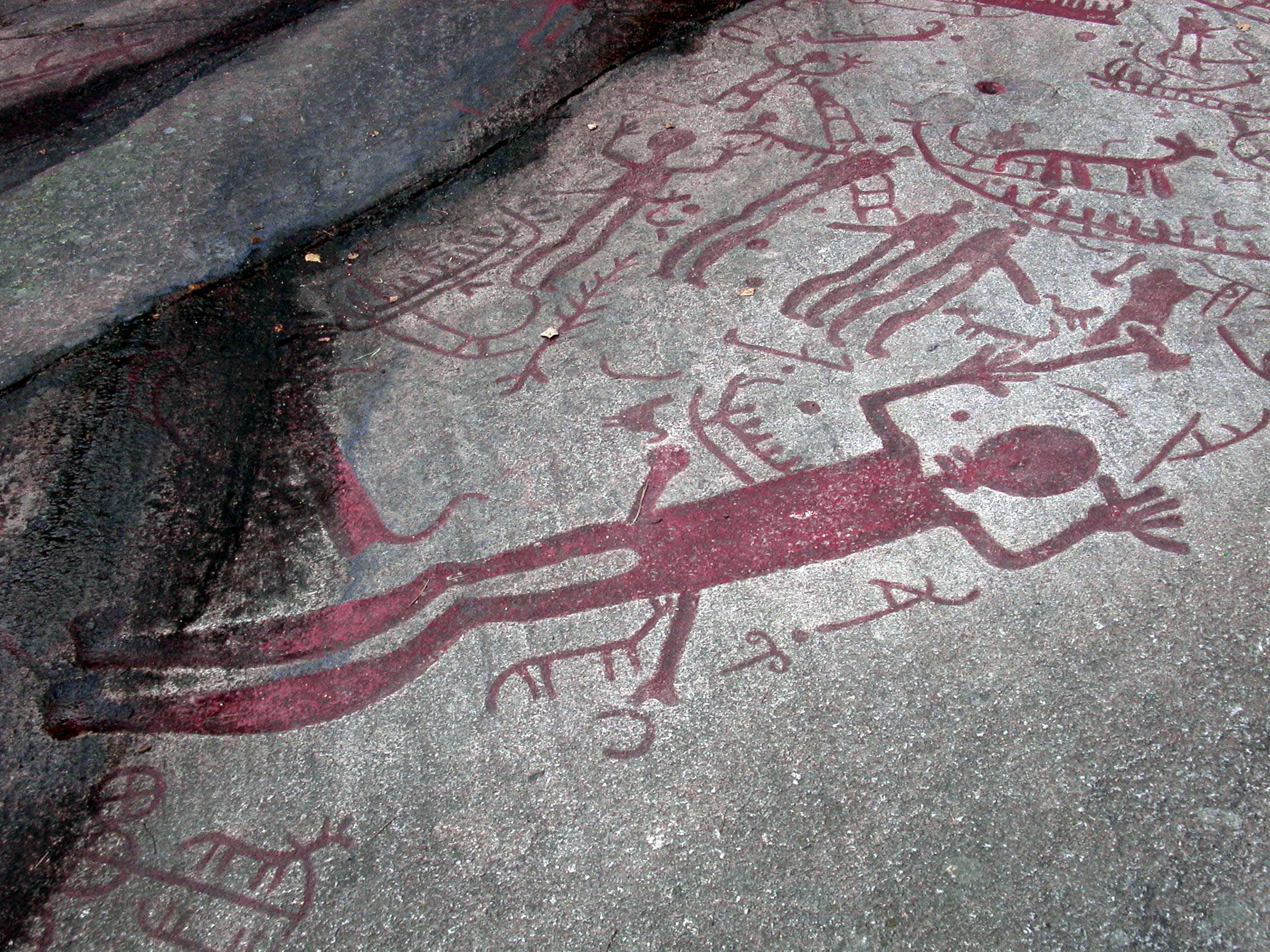
Inscripción llamada "El Zapatero", Brastad, Suecia.
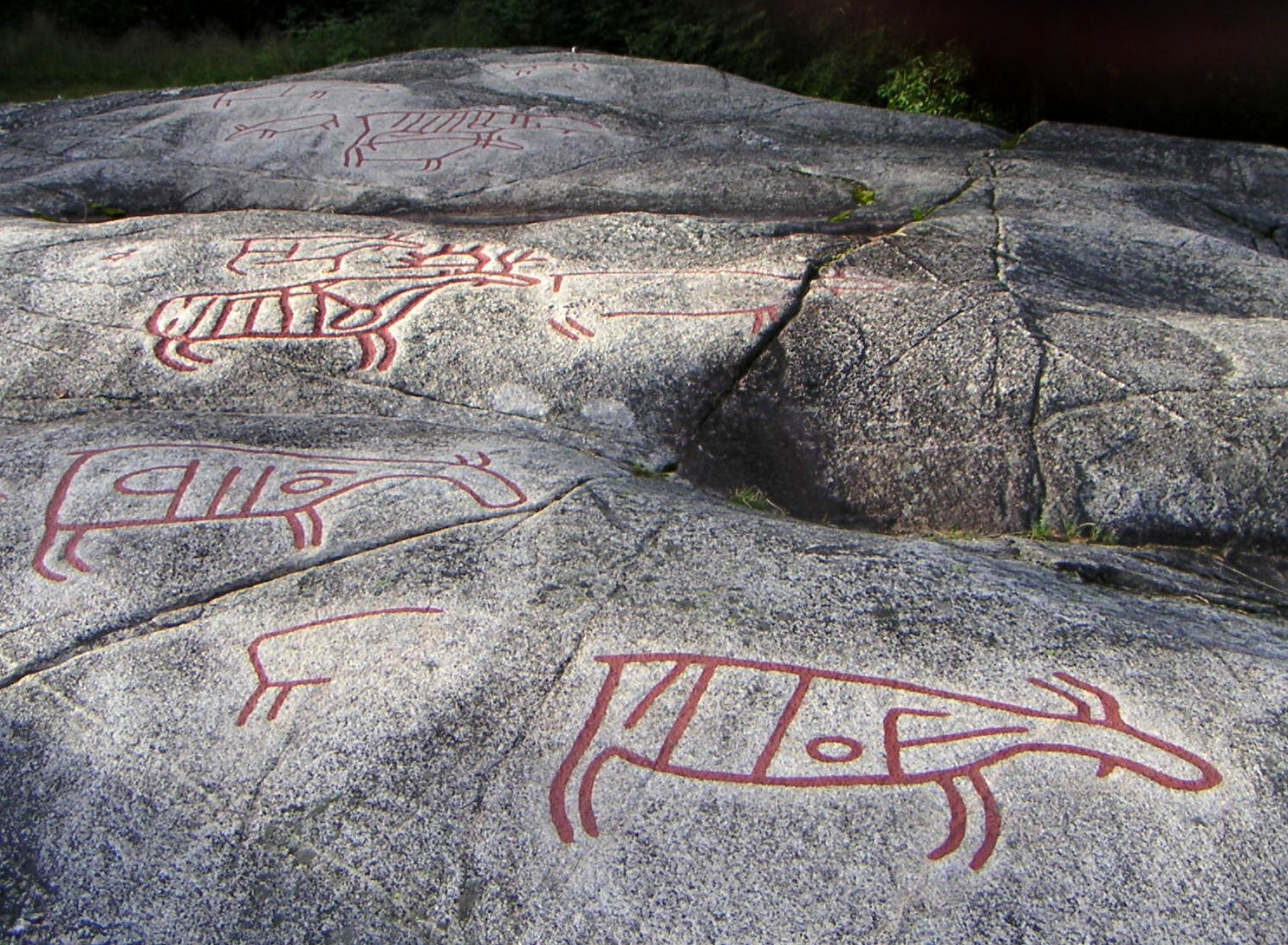
Inscripciones en Møllerstufossen, Noruega, datadas de hace más de 6000 años.

- Inscripciones en la roca en Alta y Møllerstufossen, Noruega.

#### Portugal
- Sitios de arte rupestre prehistórico del valle del Coa, Portugal.

#### Suecia
- Grabados rupestres de Tanum en Tanumshede, Suecia.

### Oceanía

#### Australia
- Arhem Land / Parque nacional de Kakadu, Australia septentrional
- Dampier, Australia Occidental